# Slepá kolej (hudební skupina)
Slepá kolej je česká hudební skupina, která se prezentuje melodickým folk-rockem.

## Historie
Slepá kolej vznikla v listopadu roku 1994, kdy kytaristé Jirka Seifert a Honza Růžek po ukončení základní vojenské služby spolu se zpěvačkou Ivou Valečkovou obnovili svoji původní skupinu a hledali nové spoluhráče. Jako prvního oslovili kongistu Vláďu Duška, na inzerát se pak postupně přihlásili baskytarista Hanuš Klůs a houslistka Gábina Hrubá.
Právě s příchodem Hanuše Klůse, jehož tehdejší bigbeatová skupina Karolina měla právě tzv. „uměleckou” pauzu, se čistě folkové zaměření začalo stylově odklánět, což si vyžádalo i změnu původního názvu. V té době byli ve skupině řidič tramvaje a výpravčí, odtud tedy vznikl základ „Kolej” a přídavné jméno již jen dokreslilo melodiku názvu.
Prvním veřejným vystoupením byl koncert v tehdejším Divadle Dialog v plzeňské Měšťanské Besedě 15.12.1994, kde se již skupina prezentovala deseti autorskými písněmi Honzy Růžka, Jirky Seiferta i Hanuše Klůse.
Počátkem roku 1995 odešla zpěvačka Iva Valečková a nahradila ji díky inzerátu objevená Julie Štroblová, v té době studentka plzeňské konzervatoře. V průběhu roku ohlásila odchod i houslistka Gábina Hrubá a po několika výměnách se stala stálou členkou skupiny Bětka Hladečková, do té doby pouze občasně spolupracující.
Na jaře roku 1996 natočila Slepá kolej v plzeňském studiu pět písní pro Český rozhlas a ve snaze posílit rytmiku si k nahrávání přizvala jako hosta bubeníka Míru Kočího. Výsledný zvuk se členům skupiny natolik zamlouval, že po vzájemné dohodě odešel Vláďa Dušek a konga nahradil pro tento styl hudby netradiční automatický bubeník.
V této sestavě fungovala Slepá kolej až do roku 1998, pravidelně koncertovala, zúčastňovala se mnoha festivalů, natočila ve studiu J.S.Lenka Jumbo v Tymákově demokazetu „Nahé zdi” (březen 1997) a další tři písně pro Český rozhlas Plzeň (duben 1998). Od roku 1997 začala skupina také spolupracovat s Jaromírem Komorousem, který se stal autorem většiny textů, autorem hudby byl pak výhradně Hanuš Klůs.
Koncem roku 1998 odešla houslistka Bětka Hladečková a nahradily ji klávesy, na které hrála zpěvačka Julie Štroblová. Skupina začala navíc občasně spolupracovat s bubeníkem Mírou Kočím a houslistkou Helenou Parisovou.
V lednu roku 1999 se stal Míra Kočí stálým členem Slepé koleje, v říjnu a listopadu natočila skupina ve studiu PyHa profilové CD „Album”, které obsahovalo mimo jiné pět nových písní, na kterých již byl znát dohled majitele studia a zkušeného hudebníka Přemka Haase, který se navíc podílel i na nahrávání některých nástrojů. Sólovou kytaru v jedné z písní nahrál další zkušený muzikant Míša Röhrich. Zvuk Slepé koleje se po zkušenostech ze studia stal přímočařejším a kytarovějším s důrazem na rytmiku a melodiku.
Rok 2000 byl vedle pravidelných živých vystoupení ve znamení příprav na natáčení prvního oficiálního CD. To se uskutečnilo 18.–29. září ve studiu Avik opět ve spolupráci s Přemkem Haasem. O zvukovou a hudební režii se staral Pavel Brom. CD nese název „Dlouhé noci” a mimo Slepé koleje se na něm podíleli i hosté Vlaďka Haasová, Michal Röhrich, Pavel Egermaier a Pavel Brom.
Po roce 2000 skupina opustila různé soutěžní přehlídky a začala se věnovat spíše vlastním koncertům v klubech a produkcím na větších scénách, na přelomu let 2001–2002 natočila Slepá kolej druhé oficiální CD „Noemi”, tentokrát ve studiu PyHa u Přemka Haase, který i výrazněji přispěl jako autor. V průběhu roku 2002 vzniklo také CD „Bonusovky 1994–2002”.
V letech 2003–2004 se již vedle pravidelných koncertů skupina potýkala s větším časovým zaneprázdněním zpěvačky Julie Štroblové, což vyústilo v její odchod na podzim roku 2004, k ukončení jedné dlouhé etapy v životě skupiny vydala Slepá kolej ještě v září 2004 vzpomínkové album „Letňák”, které bylo průřezem tvorby za desetileté trvání skupiny.
V roce 2005 nastoupila do Slepé koleje nová zpěvačka Julie Těťálová a v této sestavě skupina natočila CD „Slepá kolej 2005”, které obsahuje čtyři ochutnávky nového zvuku skupiny. Výhradním textařem se stal Míra Kočí, autorem hudby je stále Hanuš Klůs.
V letech 2005–2009 se skupina věnovala převážně klubovým vystoupením, byly založeny oficiální webové stránky. V průběhu roku 2008 také vznikla myšlenka natočit maxisingl se třemi novými skladbami, což se v říjnu také podařilo ve studiu ExAvik, a nové CD dostalo stručný název Slepá kolej 2008. V listopadu roku 2009 proběhl výroční koncert k patnácti letům fungování Slepé koleje, kde vystoupila jako host i bývalá zpěvačka Julie "Veverka" Štroblová. K patnáctému výročí byl také vydán souhrnný Zpěvník Slepé koleje, který obsahuje 58 skladeb a mapuje léta 1994–2009.
Na začátku roku 2012 odešel po 17 letech kytarista Jiří Seifert. Kapela po různých obměnách ustálila post el. kytaristy, kterým je Roman Bučko. Jako druhý akust. kytarista přišel Jakub Červený. V této sestavě kapela připravovala program a v listopadu roku 2014 také odehrála výroční koncert 20 let v plzeňské Šeříkovce.
V lednu roku 2015 oznámila po 10 letech konec zpěvačka Julie Těťálová. Kapela ukončila spolupráci i s akust. kytaristou Jakubem Červeným. Jako nová zpěvačka přišla Radka Fricová.

## Sestava
- Hanuš Klůs – baskytara, zpěv
- Radka Fricová – zpěv
- Roman Bučko – elektrická kytara
- Jan Růžek – akustická kytara, foukací harmonika
- Miroslav Kočí – bicí

## Diskografie
- Nahé zdi, 1997; vyšlo vlastním nákladem
- Album, 1998; vyšlo vlastním nákladem
- Dlouhé noci, 2000; vydal Avik
- Noemi, 2001; vydal Avik
- Bonusovky, 2002; vyšlo vlastním nákladem
- Letňák, 2004; vydal Avik
- Slepá kolej 2005, 2005; vydal Avik
- Slepá kolej 2008, 2008; vyšlo vlastním nákladem
- Hra, 2011; vyšlo vlastním nákladem

## Aktivity skupiny

### Vystoupení na akcích
Porta, Zahrada, Folková růže, Struny na ulici, Kutnohorská kocábka, Sušické folkové léto, Loketský kotlík, Sokolovský dostavník, Rýzmberský hradní guláš, Muzika, Stodola Michala Tučného, Žlutická struna, Majáles, Oslavy osvobození, Hudební rej, aj.

### Mediální aktivity
Vystoupení v pořadu Snídaně s Novou a v pořadu televize Prima; písně Slepé koleje pravidelně vysílají rádia Český rozhlas, Proglas a Samson.

### Společná vystoupení s interprety
Slávek Janoušek, Luboš Pospíšil, Katapult, Pepa Štross, a další.